# Obraz Matki Boskiej Zarwanickiej
Matka Boża Zarwanicka – cudowny wizerunek, datowany XVII w., który według legendy istniał w XIII w. Został ukoronowany 29 czerwca 1867 za zgodą papieża Piusa IX dzięki staraniom proboszcza greckokatolickiego, ojca Porfirego Mandyczewskiego i poparciu kardynała Jana Simeoni. Znajduje się w cerkwi pw. Świętej Trójcy w Zarwanicy.